# ارادو ار 234
ارادو ار 234 بليتز (بالإنجليزية: برق) أول قاذفة تعمل بمحرك نفاث في العالم، والتي بنتها شركة أرادو الألمانية في المراحل الأخيرة من الحرب العالمية الثانية.
أنتجت بأعداد محدودة تم استخدامه بالكامل تقريبا في دور الاستطلاع. وفي استخدامات قليلة كطائرة قاذفة، ثبت أنه من المستحيل تقريبًا اعتراضها. كانت آخر طائرة لسلاح الجو الألماني تطير فوق المملكة المتحدة خلال الحرب، في أبريل 1945.

## المشغلون
فرنسا
- القوات الجوية الفرنسية - طائرتان تابعتان للوفتفافه تم اسرهما.

طط Nazi Germany